# حسنعلی شیبانی
حسنعلی شیبانی (۱۲۹۷–۱۳۸۲) مترجم ایرانی بود.
او برای ترجمهٔ کتاب کتاب الاسرار یا رازهای صنعت کیمیا در سال ۱۳۴۹ برندهٔ جایزه کتاب سال سلطنتی شد.